# American Ninja 5
Série American Ninja
Force de frappe
(1990)
Pour plus de détails, voir Fiche technique et Distribution.
American Ninja 5 est un film américain réalisé par Bob Bralver, sorti en 1993.

## Synopsis
Joe Kastle, le ninja américain, part à la recherche de la fille d'un scientifique qui a été enlevée ?

## Fiche technique
- Titre : American Ninja 5
- Réalisation : Bob Bralver
- Scénario : Greg Latter, George Saunders et John Bryant
- Musique : Daniel May
- Photographie : Roberto Forges Davanzati
- Montage : Claudio M. Cutry
- Production : Ovidio G. Assonitis et Bob Bralver
- Société de production : International Movie Service et The Cannon Group
- Pays :  États-Unis
- Genre : Action
- Durée : 102 minutes
- Dates de sortie : 
  -  Allemagne : 2 avril 1993 (vidéo)
  -  États-Unis : 7 novembre 1995 (vidéo)

## Distribution
- David Bradley : Joe Kastle
- Lee Reyes : Hiro
- Anne Dupont : Lisa
- Pat Morita : maître Tetsu
- James Lew : Viper
- Clement von Franckenstein : Glock
- Marc Fiorini : Flathead
- Aharon Ipalé : Dr. Strobel
- Norman Burton : l'ambassadeur Halden
- Tadashi Yamashita : Tadashi
- Francisco Moreno : Emil
- Freddy Alvarado : Ramon
- Alfredo Sandoval : Zubino
- Víctor Cárdenas : Victor Lebon

## Production
Initialement, le film n'était prévu comme un film de la série American Ninja. Le projet se nommait American Dragons. Cela explique pourquoi le héros incarné par David Bradley se nommé Joe Kastle et non Sean Davidson comme dans les précédents épisodes.